# Олдермен
Олдермен (англ. alderman) — термін англосаксонського походження, що позначав шляхетного правителя графства, після норманнського вторгнення був замінений словом шериф. З 19 століття до скасування цього інституту в 1974 олдермени були старшими членами міських чи сільських рад в Англії й Уельсі, їх обирали інші члени ради. Цей титул збережений у Лондонському Сіті.
Сьогодні олдермен — це член муніципальних зборів або муніципальної ради у деяких англомовних країнах.